# Идрисидский эмират Асир
Эмират Асир (Нижний Асир) — государство, существовавшее в 1907—1930 годах на территории современного административного округа Асир Саудовской Аравии, а также ряда других областей. Столицей эмирата был город Сабья. Вплоть до смерти эмира Мухаммада ибн Али аль-Идриси в 1923 году Асир сохранял политическую самостоятельность.

## Месторасположение
Эмират охватывал территории современных саудовских административных округов Асир и Джизан, а также южную часть округа Мекка и район Ходейда современного Йемена.

## История
Эмират Асир был основан в 1906 году Мухаммадом ибн Али аль-Идриси, потомком Ахмада ибн Идриса, в составе Османской империи.
К началу XX века в регионе Асира фактически царила анархия. Формально Асир был санджаком вилайета Йемен (Османская империя), но фактически под контролем турок находились только портовые города, а внутренние области находились под властью племенных вождей. В приморской же области распространялись антитурецкие настроения, вызванные этноконфессиональным конфликтом между турками и местными жителями. Мухаммад стал проповедовать учение своего деда и призывал людей жить в строгом соответствии с требованиями ислама. 24 декабря 1908 года он провозгласил себя имамом, после чего ряд племён признал его своим духовным лидером.
Осенью 1909 года Мухаммад предпринял первые шаги в свержении власти османов. После того, как войска Идрисидов захватили Эз-Зайдию и Эль-Лухайю, и на сторону Мухаммада перешла часть племён Горного Асира, турки решили заключить с Мухаммадом мир. Мухаммад и генерал Хасан Саид-паша встретились в Джизане и заключили соглашение, по которому Аль-Идриси становился турецким каймакамом в области Асира, что фактически делало его полунезависимым правителем Асира, признававшим турецкий сюзеренитет.
К концу 1910 года восстание Аль-Идриси разгорелось с новой силой из-за спора о суде по законам шариата. В октябре-ноябре отряды взяли Абху в Горном Асире. После этого туркам пришлось обратиться к шерифу Мекки Хусейну. Хиджазская армия вторглась в Асир и к июню 1911 года подавила восстание.
К 1915 году аль-Идриси наладил контакты с британской администрацией в Адене. Результатом этих контактов стал захват Идрисидами островов Фарасан, и позднее — части Северной Тихамы и Эль-Лухайи. Вскоре Арабское восстание распространилось по всей Передней Азии, и 3 августа 1917 года Мухаммад провозгласил себя эмиром независимого эмирата Асир. Англичане признали Идриси эмиром, стремясь использовать его в борьбе против Йемена.
Во время своего правления эмиру Мухаммаду приходилось защищать независимость своего эмирата в союзе с ибн Саудом из Неджда против Хусейна из Хиджаза и имама Яхьи из Йемена, каждый из которых считал Асир неотъемлемой частью территории своего государства.
В 1919—1921 годах при поддержке Хиджаза аль-Идриси захватил йеменскую Тихаму, распространив территорию эмирата от Абхи на севере до Ходейды на юге.
После смерти Мухаммада ибн Али в 1923 году в Нижнем Асире началась усобица между сыном и братом покойного эмира. Власть в Асире перешла к сыну Мухаммада Али, который был слишком молод и не имел авторитета отца, а потому не смог удержать власть в руках. В начале 1926 года Али был свергнут дядей аль-Хасаном, который считал себя более достойным трона.
Кроме того, на владения Идрисидов претендовали правители Йемена и Хиджаза. В апреле 1925 года имам Яхья присоединил Ходейду и оккупировал часть эмирата Идрисидов. Опасаясь поглощения эмирата йеменцами, эмир аль-Хасан 21 октября 1926 года подписал с Абдул-Азизом ибн Саудом договор о саудовском протекторате — эмир отказался от самостоятельной внешней политики, но сохранил автономию во внутренних делах. В это время эмират теряет свои южные территории в пользу Йемена, в то время как англичане оккупируют острова Фарасан.
В 1930 году Асир был и формально включён в Саудовскую Аравию.
Тем не менее, эмир Хасан ибн Али в конечном счёте пожелал восстановить все свои прежние права, ограниченные договором о протекторате, и обратился за поддержкой к королю Йемена и «хиджазским либералам», недовольным режимом ибн Сауда. Король ибн Сауд ответил на это аннексией всего эмирата в 1934 году (согласно Таифскому договору) и провозгласил после этого окончательное объединение Саудовской Аравии.
- Карты, показывающие изменение территории эмирата Асир.
- 1872—1915
- 1915—1916
- 1916—1923
- 1923—1934